# Iván Casquero Cosío
Iván Casquero Cosío (Gijón, 14 de juliol de 1979) és un futbolista asturià que ocupa la posició de defensa.

## Trajectòria
Es va formar a les files del Reial Oviedo, tot arribant a jugar tres minuts d'un partit de la màxima categoria amb el primer equip. Era la campanya 95/96, quan tenia 16 anys. No va tenir continuïtat en el club ovetenc, i després de quatre anys en l'Oviedo B, la temporada 00/01, fitxa per la SD Eibar, amb qui jugarà 17 partits de la Segona Divisió.
La temporada 01/02 la comença al CD Numancia, però tan sols juga 9 partits abans d'incorporar-se, a mitja temporada, a la Cultural Leonesa, de Segona B, on romandrà sis campanyes, fins al final de la temporada 06/07. Després, fitxa pel Fuerteventura.